# Prosomapoda
De Prosomapoda zijn een clade van Euchelicerata, waaronder de groepen Xiphosura en Planaterga (een groep bestaande uit bunodiden, pseudonisciden, chasmataspididen, zeeschorpioenen en spinachtigen), evenals verschillende basale synziphosuride geslachten. De clade wordt bepaald door het ontbreken van exopoden (buitenste takken) van prosomaal aanhangsel II-V in het volwassen stadium, waar daarentegen de exopoden van aanhangsel II-V goed ontwikkeld zijn bij de niet-prosomale Euchelicerata Offacolus en Dibasterium.
De klade is in 2013 benoemd door James C. Lamsdell. De naam is afgeleid van het Grieks prosoma en pous ('voet'). De klade is gedefinieerd als alle eucheliceraten met enkeltakkige aanhangsels in de volwassen instar behalve het flabellum op aanhangsel VI.